# Partido Socialista (Tlaxcala)
El Partido Socialista de Tlaxcala, simplemente conocido como Partido Socialista o por sus siglas como "PS", fue una organización política local con sede en el estado homónimo desde 2007 hasta 2021, año en que perdió el registro como partido político al no alcanzar el 3% de la votación.

## Fundación
Inicialmente fue una agrupación civil originada por diversos sectores de la política de dicho estado, conformado principalmente por desertores del Partido Acción Nacional, del Partido de la Revolución Democrática, así como por líderes sindicales y de ciertas organizaciones. 
Entre los más destacados se encontraba la funcionaria Rosalía Peredo Aguilar, quien en ese entonces se encontraba como Senadora por su estado, esto gracias al Partido del Trabajo. 
Si bien se desconoce si fuese algún desliz el que promoviera la creación de la organización, el PS apareció por primera vez en las elecciones estatales de 2007, atrayendo un destacado porcentaje de votantes en la entidad, pues se harían de dos ayuntamientos, algo considerado bueno para un partido debutante.

## Resultados electorales

### Gobernador
|  | 18.38 % |

|  | 32.49 % |

|  | 30.13 % |

|  | 4.36 % |

|  | 6.33 % |

|  | 0.76 % |

|  | 2.68 % |

|  | 1.74 % |

|  | 3.06 % |

|  | 0.07 % |

### Diputados locales
|  | 39.12 % |

|  | 11.57 % |

|  | 8.64 % |

|  | 5.71 % |

|  | 5.51 % |

|  | 5.40 % |

|  | 5.34 % |

|  | 5.08 % |

|  | 3.86 % |

|  | 3.62 % |

|  | 3.34 % |

|  | 0.63 % |

|  | 5.10 % |

|  | 100 % |